# 梦溪园
梦溪园即沈括故居遗址，位于中国江苏省镇江市京口区梦溪园巷21号，为北宋科学家沈括晚年定居地和《梦溪笔谈》成书处。

## 历史
原在北宋润州朱方门外子城下，建于元丰八年（1085），沈括在此居住至元祐七年（1092）。「梦溪」之名得自于沈括早年曾梦遇一小山小溪、花木似锦之地，后途经镇江时见此处恰如所梦，遂于此定居。原建筑湮没已久，1985年由镇江市人民政府整修故址之上清代所建的严氏宗祠并改为沈括纪念室；现大门坐东朝西，原为严氏宗祠门楼（为严氏宗祠仅存的建筑）；入内南侧为新建的厅、堂各三间，用以陈列反映沈括生平事迹的图片资料、实物和模型等；北侧为小庭园。